# Fredric Lindencrona
Christian Fredric Lindencrona, född 20 december 1740 i Ystad, död 16 augusti 1813 i Kristianstad, var en svensk militär.
Fredric Lindencrona var son till Per Gudmund Lindencrona och Fredrika Ehrenlund samt bror till Erik Gustaf Lindencrona. Han blev student vid Lunds universitet 1753, page vid kungliga hovet 1754, antogs i krigstjänst samma år, blev 1762 kornett vid Södra skånska kavalleriregementet och 1770 löjtnant där. Lindencrona blev 1773 förste kammarjunkare och ryttmästare i armén, 1776 ryttmästare vid Södra skånska kavalleriregementet, premiärmajor där 1784 och överstelöjtnant i armén 1793. Han blev överste i armén 1801 och var 1808–1809 tillförordnad chef för Skånska karabinjärregementet. Lindencrona erhöll avsked 1811. Han blev 1790 riddare av Svärdsorden.